# Élections législatives de 1981 dans le Var
Les élections législatives françaises de 1981 dans le Var se déroulent les 14 et 21 juin 1981.

## Élus
| Circonscription | Député sortant   | Parti | Parti    | Député élu ou réélu | Parti | Parti    |
| --------------- | ---------------- | ----- | -------- | ------------------- | ----- | -------- |
| 1re             | Alain Hautecœur  |       | PS       | Alain Hautecœur     |       | PS       |
| 2e              | François Léotard |       | UDF (PR) | François Léotard    |       | UDF (PR) |
| 3e              | Maurice Arreckx  |       | UDF (PR) | Guy Durbec          |       | PS       |
| 4e              | Arthur Paecht    |       | UDF (PR) | Christian Goux      |       | PS       |

## Positionnement des partis
Le Parti socialiste et le Parti communiste français, sous l'appellation « majorité d'union de la gauche », se présentent dans les quatre circonscriptions varoises. Les socialistes investissent le député sortant Alain Hautecœur, Patrick Glo, maire de Cogolin et conseiller général du canton de Grimaud, le sénateur-maire d'Ollioules, Guy Durbec et Christian Goux, maire de Bandol, tandis que les communistes soutiennent Guy Guigou, premier adjoint au maire de Cuers, Rolland Martinez, Henri Fouchier et Danielle de March, députée européenne et conseillère générale du canton de Toulon-2.
Du côté de l'Union pour la nouvelle majorité (UNM), alliance électorale réunissant les partis membres de la majorité sortante de droite, elle soutient des candidats dans l'ensemble des circonscriptions, dont les trois députés sortants, François Léotard, Maurice Arreckx et Arthur Paecht, tous membres du Parti républicain. Dans la 1re circonscription (Draguignan), détenue par la gauche, l'UNM présente le RPR Michel Charrot. On compte par ailleurs un candidat divers droite, Jacques-Henri Baixe, et une jobertiste du Mouvement des démocrates, Jeannine Barbotte, dans la circonscription de Toulon (3e).
Enfin, l'extrême droite est représentée par le Parti des forces nouvelles dans la 1re circonscription et par le Front national dans celles de Fréjus - Hyères et Toulon - La Seyne-sur-Mer, les écologistes d'« Aujourd'hui l'écologie », proches de l'ex-candidat à la présidentielle Brice Lalonde, par René Lagadou à Draguignan, le Movement socialista e autonomista occitan, classé à gauche, par Gérard Tautil dans la 4e circonscription et l'extrême gauche a des candidats dans les 1re (Bruno Della Sudda, CCA) et 4e circonscription (Joëlle Le Bris, LO et François Alcaraz, LCR).

## Résultats

### Résultats à l'échelle du département
| Parti          | Parti                              | Premier tour | Premier tour | Second tour | Second tour | Sièges |
| Parti          | Parti                              | Voix         | %            | Voix        | %           | Sièges |
| -------------- | ---------------------------------- | ------------ | ------------ | ----------- | ----------- | ------ |
|                | Parti socialiste                   | 114 781      | 34,62        | 144 327     | 55,14       | 3      |
|                | Parti communiste français          | 57 986       | 17,49        | Retrait     | Retrait     | 0      |
|                | Majorité présidentielle            | 172 767      | 52,12        | 144 327     | 55,14       | 3      |
|                |                                    |              |              |             |             |        |
|                | Union pour la démocratie française | 124 181      | 37,46        | 86 764      | 33,15       | 1      |
|                | Rassemblement pour la République   | 22 742       | 6,86         | 30 644      | 11,71       | 0      |
|                | Divers droite                      | 1 157        | 0,35         |             |             | 0      |
|                | Mouvement des démocrates           | 570          | 0,17         | 0           |             |        |
|                | Union pour la nouvelle majorité    | 148 650      | 44,84        | 117 408     | 44,86       | 1      |
|                |                                    |              |              |             |             |        |
|                | Extrême droite                     | 6 054        | 1,83         |             |             | 0      |
|                | Divers écologiste                  | 2 380        | 0,72         | 0           |             |        |
|                | Extrême gauche (dont LO et LCR)    | 851          | 0,26         | 0           |             |        |
|                | Régionaliste (dont MSAO)           | 807          | 0,24         | 0           |             |        |
|                |                                    |              |              |             |             |        |
| Inscrits       | Inscrits                           | 472 343      | 100,00       | 344 332     | 100,00      | 4      |
| Abstentions    | Abstentions                        | 136 627      | 28,93        | 77 846      | 22,61       |        |
| Votants        | Votants                            | 335 716      | 71,07        | 266 486     | 77,39       |        |
| Blancs et nuls | Blancs et nuls                     | 4 207        | 1,25         | 4 751       | 1,78        |        |
| Exprimés       | Exprimés                           | 331 509      | 98,75        | 261 735     | 98,22       |        |

### Résultats par circonscription

#### Première circonscription (Draguignan)
| Candidat       | Candidat                      | Parti          | Premier tour | Premier tour | Second tour | Second tour |  |
| Candidat       | Candidat                      | Parti          | Voix         | %            | Voix        | %           |  |
| -------------- | ----------------------------- | -------------- | ------------ | ------------ | ----------- | ----------- |  |
|                | Alain Hautecœur sortant réélu | PS             | 31 074       | 40,76        | 48 992      | 61,52       |  |
|                | Michel Charrot                | RPR (UNM)      | 22 742       | 29,83        | 30 644      | 38,48       |  |
|                | Guy Guigou                    | PCF            | 15 106       | 19,82        | Retrait     | Retrait     |  |
|                | François Watteau              | PFN            | 4 932        | 6,47         |             |             |  |
|                | René Lagadou                  | MÉP            | 2 380        | 3,12         |             |             |  |
|                | Bruno Della Sudda             | CCA            | 1            | 0            |             |             |  |
|                |                               |                |              |              |             |             |  |
| Inscrits       | Inscrits                      | Inscrits       | 106 012      | 100,00       | 106 005     | 100,00      |  |
| Abstentions    | Abstentions                   | Abstentions    | 28 632       | 27,01        | 24 244      | 22,87       |  |
| Votants        | Votants                       | Votants        | 77 380       | 72,99        | 81 761      | 77,13       |  |
| Blancs et nuls | Blancs et nuls                | Blancs et nuls | 1 145        | 1,48         | 2 125       | 2,6         |  |
| Exprimés       | Exprimés                      | Exprimés       | 76 235       | 98,52        | 79 636      | 97,4        |  |

#### Deuxième circonscription (Fréjus)
|                | François Léotard sortant réélu | UDF (PR)       | 48 508  | 53,84  |  |  |  |
|                | Patrick Glo                    | PS             | 31 724  | 35,21  |  |  |  |
|                | Rolland Martinez               | PCF            | 9 870   | 10,95  |  |  |  |
|                | Christine Jobin                | FN             | 2       | 0      |  |  |  |
|                |                                |                |         |        |  |  |  |
| Inscrits       | Inscrits                       | Inscrits       | 128 000 | 100,00 |  |  |  |
| Abstentions    | Abstentions                    | Abstentions    | 36 858  | 28,8   |  |  |  |
| Votants        | Votants                        | Votants        | 91 142  | 71,2   |  |  |  |
| Blancs et nuls | Blancs et nuls                 | Blancs et nuls | 1 038   | 1,14   |  |  |  |
| Exprimés       | Exprimés                       | Exprimés       | 90 104  | 98,86  |  |  |  |

#### Troisième circonscription (Toulon)
| Candidat       | Candidat                | Parti          | Premier tour | Premier tour | Second tour | Second tour |  |
| Candidat       | Candidat                | Parti          | Voix         | %            | Voix        | %           |  |
| -------------- | ----------------------- | -------------- | ------------ | ------------ | ----------- | ----------- |  |
|                | Maurice Arreckx sortant | UDF (PR)       | 32 841       | 48,50        | 37 241      | 49,45       |  |
|                | Guy Durbec élu          | PS             | 22 984       | 33,94        | 38 074      | 50,55       |  |
|                | Henri Fouchier          | PCF            | 10 167       | 15,01        |             |             |  |
|                | Jacques-Henri Baixe     | Divers droite  | 1 157        | 1,71         |             |             |  |
|                | Jeannine Barbotte       | MDD            | 570          | 0,84         |             |             |  |
|                |                         |                |              |              |             |             |  |
| Inscrits       | Inscrits                | Inscrits       | 97 784       | 100,00       | 97 784      | 100,00      |  |
| Abstentions    | Abstentions             | Abstentions    | 29 241       | 29,9         | 21 336      | 21,82       |  |
| Votants        | Votants                 | Votants        | 68 543       | 70,1         | 76 448      | 78,18       |  |
| Blancs et nuls | Blancs et nuls          | Blancs et nuls | 824          | 1,2          | 1 133       | 1,48        |  |
| Exprimés       | Exprimés                | Exprimés       | 67 719       | 98,8         | 75 315      | 98,52       |  |

#### Quatrième circonscription (La Seyne-sur-Mer)
| Candidat       | Candidat              | Parti          | Premier tour | Premier tour | Second tour | Second tour |  |
| Candidat       | Candidat              | Parti          | Voix         | %            | Voix        | %           |  |
| -------------- | --------------------- | -------------- | ------------ | ------------ | ----------- | ----------- |  |
|                | Arthur Paecht sortant | UDF (PR)       | 42 832       | 43,95        | 49 523      | 46,38       |  |
|                | Christian Goux élu    | PS             | 28 999       | 29,76        | 57 261      | 53,62       |  |
|                | Danielle de March     | PCF            | 22 843       | 23,44        | Retrait     | Retrait     |  |
|                | Alain Chaumier        | FN             | 1 120        | 1,15         |             |             |  |
|                | Gérard Tautil         | Régionaliste   | 807          | 0,83         |             |             |  |
|                | Joëlle Le Bris        | LO             | 448          | 0,46         |             |             |  |
|                | François Alcaraz      | LCR            | 402          | 0,41         |             |             |  |
|                |                       |                |              |              |             |             |  |
| Inscrits       | Inscrits              | Inscrits       | 140 547      | 100,00       | 140 543     | 100,00      |  |
| Abstentions    | Abstentions           | Abstentions    | 41 896       | 29,81        | 32 266      | 22,96       |  |
| Votants        | Votants               | Votants        | 98 651       | 70,19        | 108 277     | 77,04       |  |
| Blancs et nuls | Blancs et nuls        | Blancs et nuls | 1 200        | 1,22         | 1 493       | 1,38        |  |
| Exprimés       | Exprimés              | Exprimés       | 97 451       | 98,78        | 106 784     | 98,62       |  |